# وودز بی (مونتانا)
وودز بی (به انگلیسی: Woods Bay) شهری در ایالت مونتانا کشور ایالات متحده آمریکا است که جمعیت آن در سرشماری سال ۲۰۱۰ میلادی، ۶۶۱ نفر بوده‌است.